# 宜野湾市
宜野湾市（ぎのわんし、沖縄語: ジノーン）は、沖縄本島中南部の中央に位置する沖縄県の市。

## 概要
キャッチフレーズは「ねたての都市（まち）ぎのわん」で、本市の広報紙の題名にもなっている。「ねたて」とは「おもろさうし」にも表された言葉で、「物事の根元」、「共同体の中心」を意味する。

## 地理

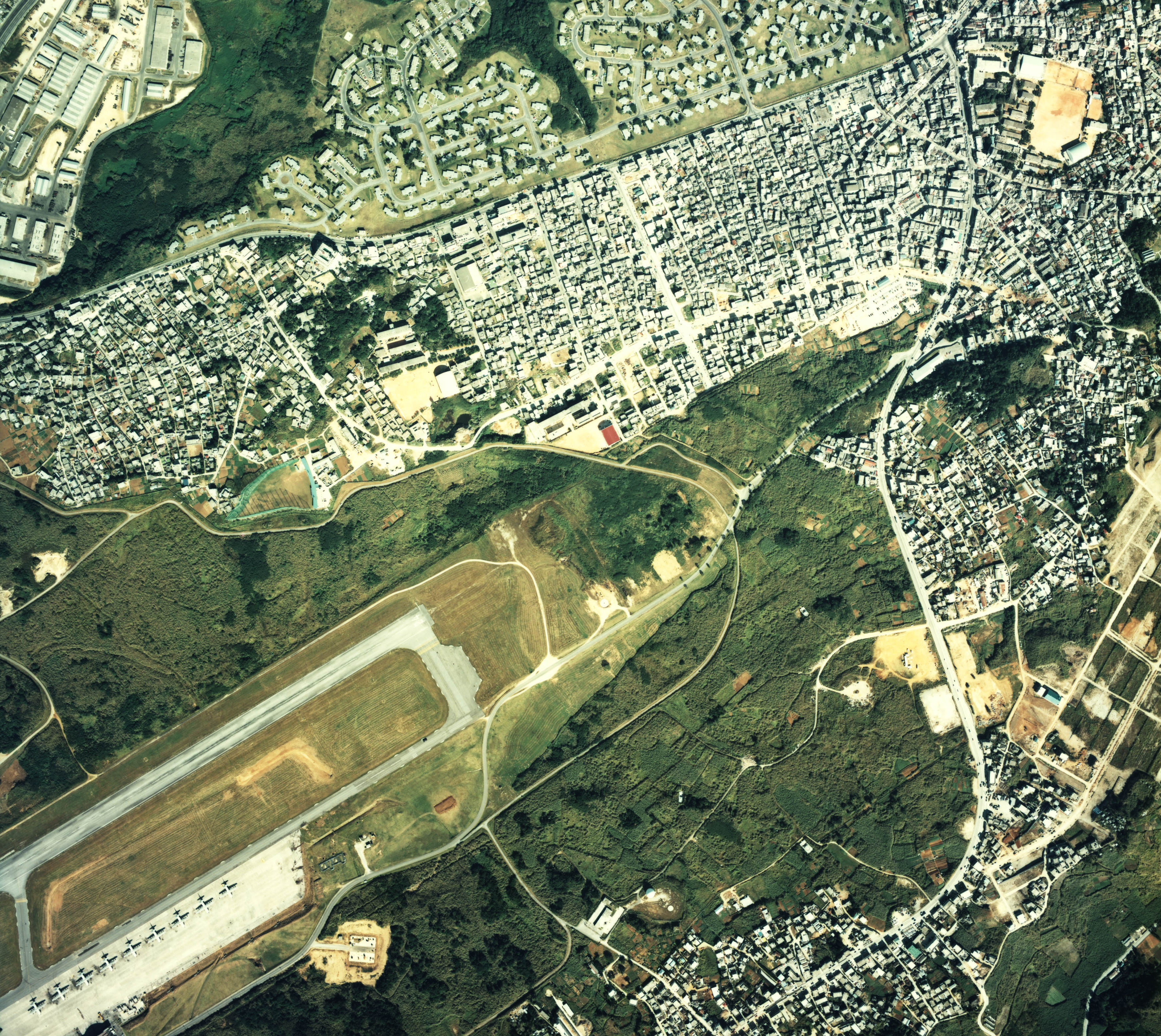
普天間飛行場（左下）と飛行場北側の市街地の航空写真（1977年）。

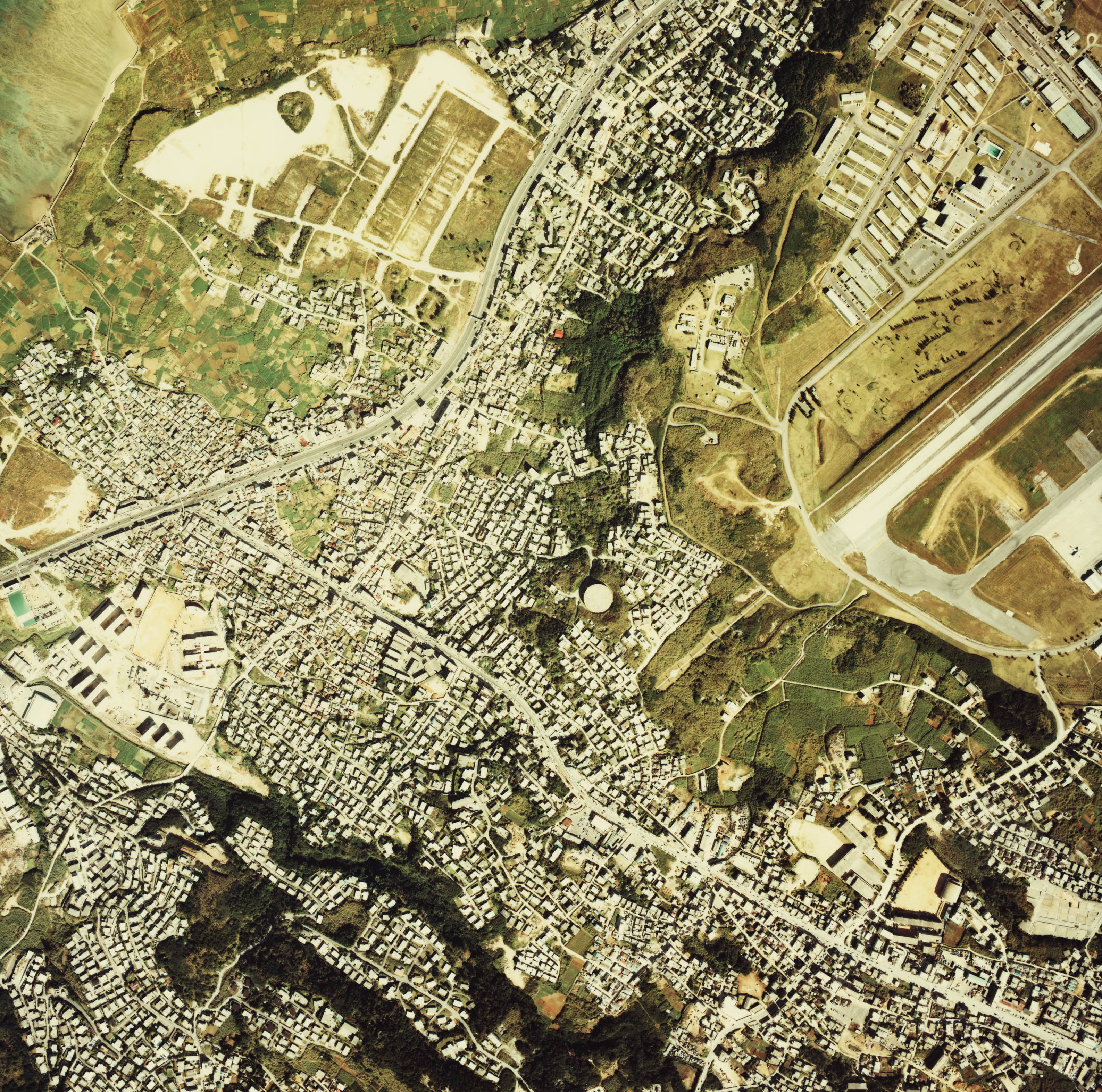
普天間飛行場（右上）と飛行場南西側の市街地の航空写真（1977年）。

### 位置
沖縄本島の中部、那覇市の北東約10 kmに位置する。
市の中央部の台地を普天間飛行場（英: Marine Corps Air Station Futenma）、北部をキャンプ・フォスターが占める基地の街である。この二つの施設を挟む様にして国道58号と国道330号が通っている。
国道58号の東側から緩やかな台地となり、西原町と中城村に接する市南部から市東部にかけて小高い丘が点在する。
市西部は東シナ海に面し、海岸線は出入りが少なく遠浅である。
その周辺の西海岸地域では沖縄コンベンションセンターと宜野湾海浜公園を中心に、観光・商業地域としての発展を目指している。
また、国道58号宜野湾バイパス沿いには大山タイモ畑が広がっている。
宜野湾市役所から那覇市役所までは直線距離でおよそ10 km、浦添市と沖縄市からはそれぞれおよそ6 kmの距離にある。

### 町名一覧
- 愛知
- 新城
- 伊佐
- 宇地泊
- 大謝名
- 大山
- 嘉数
- 我如古
- 喜友名
- 宜野湾
- 佐真下
- 中原
- 長田
- 野嵩
- 普天間
- 真栄原
- 真志喜

### 地形

#### 河川
主な川 
- 普天間川
- 比屋良川

### 地域

#### 中央部
アメリカ海兵隊の普天間飛行場（英: Marine Corps Air Station Futenma、略してMCAS FUTENMA）が占めている。面積は4.83 km2で、市面積の約25%にあたる。ほとんどが民有地で、土地使用の見返りとして約2,800人の地権者へ軍用地料が支払われている。一般的には「普天間基地」と表記・呼称される事が多い。また、「普天間」と略称する事もある（「普天間」は宜野湾市北東部の地名であるため飛行場の周辺住民、とりわけ地元宜野湾市民は単に「基地」と呼ぶ事が多い）。1945年（昭和20年）にアメリカ陸軍工兵隊が日本本土への攻撃に備えて土地を強制接収し飛行場を建設して以来、60年以上米軍施設として使用されている。1960年（昭和35年）にアメリカ陸軍からアメリカ海兵隊に管理が移され、1972年（昭和47年）の沖縄返還の際に普天間海兵隊飛行場、普天間陸軍補助施設、普天間海兵隊飛行場通信所が統合し現在の普天間飛行場となった。

#### 北部
宜野湾市伊佐と北中城村渡口を結ぶ沖縄県道81号宜野湾北中城線を東西軸とする。県道81号の北側では沖縄市・北谷町・北中城村にもまたがるキャンプ・フォスターが占めており、市内での面積は1.6 km2となっている。上記の中央部同様、土地使用の見返りとして地権者へ軍用地料が支払われている。キャンプ・フォスターの普天間ハウジング地区にはキャンプ桑江（英: Camp Lester）にある沖縄海軍病院（在沖縄アメリカ海軍病院）が移転する予定がある。

#### 北東部
市の行政の中心地。宜野湾市役所、宜野湾市第二庁舎（消防本部・水道局）、宜野湾市民会館などがある。

#### 東部
那覇市と沖縄市を結ぶ国道330号を軸とする。志真志から野嵩にかけての約4 kmの国道330号沿いには30余りの自動車販売業者が点在し、その殆どが中古車販売店であることから宜野湾中古車街道（ぎのわんちゅうこしゃかいどう）と呼ばれる事もある。

#### 南西部
嘉数地域の丘陵（嘉数高台、嘉数高地）周辺は沖縄戦で最大の激戦地となった（詳細は嘉数の戦いを参照）。現在は嘉数高台公園として整備されている。高台頂上の地球を模した展望台からは普天間飛行場を一望でき、景観が抜群であるために報道機関の取材や反戦教育などによく利用されている。閣僚・国会議員などが沖縄を訪れる際にもここから普天間飛行場の状況を視察する事が多い。また、アメリカ総領事公邸が立地している。

#### 西部
コンベンションエリアを含む西海岸地域。沖縄の大動脈国道58号とそのバイパス道路である宜野湾バイパスを軸とする。
真志喜・宇地泊地域の宜野湾バイパス沿い（通称コンベンションエリア）には沖縄コンベンションセンター、宜野湾海浜公園（総合運動公園）、トロピカルビーチ（海水浴場）、宜野湾マリーナ（宜野湾港）、ラグナガーデンホテル（全日空ホテルズ）など様々な施設が集積しており、那覇市の奥武山町（沖縄県営奥武山公園）と並んで沖縄県のイベントの中心地的な役割を担っている。有名アーティストのコンサートはコンベンションエリアで行われる事が多い。また、宜野湾海浜公園内のスポーツ施設群はプロ野球の横浜DeNAベイスターズが春季・秋季のキャンプ地として使用している。更なる発展を目指して宜野湾市は観光関連企業の誘致を行っており、過去にはプリンスホテルやDFSギャラリア・沖縄の建設計画があった。現在はインターコンチネンタル東京ベイを運営するホスピタリティ・ネットワーク社、サイバーファームの子会社サイオン、不動産業のジョイント・コーポレーション、ボウリング・アミューズメント企業のラウンドワン進出が決定し、「沖縄インターコンチネンタルホテル（仮称）」や「沖縄宜野湾BAYリゾート計画」などの開発が予定されている。
大山地域は豊富な湧き水を利用したタイモ栽培が盛んで、国道58号と宜野湾バイパスの間にはタイモ畑（大山タイモ畑）が広がっている。

#### 地名
現行行政町名一覧
宜野湾市では、一部の区域で住居表示に関する法律に基づく住居表示が実施されている。
| 町名         | 町名の読み | 新設年月日     | 廃止年月日     | 新設前の町名等                               | 備考 |
| ------------ | ---------- | -------------- | -------------- | -------------------------------------------- | ---- |
| 字野嵩       | のだけ     | 1908年4月1日   | 現存           |                                              |      |
| 字普天間     | ふてんま   | 1908年4月1日   | 現存           |                                              |      |
| 字新城       | あらぐすく | 1908年4月1日   | 現存           |                                              |      |
| 字喜友名     | きゆうな   | 1908年4月1日   | 現存           |                                              |      |
| 字伊佐       | いさ       | 1908年4月1日   | 現存           |                                              |      |
| 字大山       | おおやま   | 1908年4月1日   | 現存           |                                              |      |
| 字真志喜     | ましき     | 1908年4月1日   | 現存           |                                              |      |
| 字宇地泊     | うちどまり | 1908年4月1日   | 現存           |                                              |      |
| 字大謝名     | おおじゃな | 1908年4月1日   | 現存           |                                              |      |
| 字嘉数       | かかず     | 1908年4月1日   | 1991年11月18日 |                                              |      |
| 字我如古     | がねこ     | 1908年4月1日   | 現存           |                                              |      |
| 字宜野湾     | ぎのわん   | 1908年4月1日   | 現存           |                                              |      |
| 字神山       | かみやま   | 1908年4月1日   | 現存           |                                              |      |
| 字安仁屋     | あにや     | 1908年4月1日   | 現存           |                                              |      |
| 字真栄原     | まえはら   | 1947年         | 現存           |                                              |      |
| 字佐真下     | さました   | 1947年         | 現存           |                                              |      |
| 字志真志     | しまし     | 1947年         | 1999年11月22日 |                                              |      |
| 字長田       | ながた     | 1947年         | 2014年2月3日   |                                              |      |
| 字愛知       | あいち     | 1947年         | 2014年2月3日   |                                              |      |
| 字赤道       | あかみち   | 1947年         | 現存           |                                              |      |
| 字上原       | うえはら   | 1947年         | 現存           |                                              |      |
| 新城一丁目   | あらぐすく | 1984年11月5日  | 現存           | 字新城、字普天間、字野嵩の各一部             |      |
| 新城二丁目   | あらぐすく | 1984年11月5日  | 現存           | 字新城、字普天間、字野嵩、字喜友名の各一部   |      |
| 野嵩一丁目   | のだけ     | 1985年11月5日  | 現存           | 字野嵩、字上原の各一部                       |      |
| 野嵩二丁目   | のだけ     | 1985年11月5日  | 現存           | 字野嵩、字普天間の各一部                     |      |
| 野嵩三丁目   | のだけ     | 1985年11月5日  | 現存           | 字野嵩の一部                                 |      |
| 野嵩四丁目   | のだけ     | 1986年12月15日 | 現存           | 字野嵩、字普天間の各一部                     |      |
| 普天間一丁目 | ふてんま   | 1986年12月15日 | 現存           | 字普天間、字野嵩の各一部                     |      |
| 普天間二丁目 | ふてんま   | 1986年12月15日 | 現存           | 字普天間、字野嵩の各一部                     |      |
| 喜友名一丁目 | きゆうな   | 1988年8月22日  | 現存           | 字喜友名、字新城の各一部                     |      |
| 喜友名二丁目 | きゆうな   | 1988年8月22日  | 現存           | 字喜友名、字伊佐の各一部                     |      |
| 伊佐一丁目   | いさ       | 1988年8月22日  | 現存           | 字伊佐の一部                                 |      |
| 伊佐二丁目   | いさ       | 1988年8月22日  | 現存           | 字伊佐、字大山の各一部                       |      |
| 伊佐三丁目   | いさ       | 1988年8月22日  | 現存           | 字伊佐の一部                                 |      |
| 伊佐四丁目   | いさ       | 1988年8月22日  | 現存           | 字伊佐の一部                                 |      |
| 大山一丁目   | おおやま   | 1989年2月27日  | 現存           | 字大山の一部                                 |      |
| 大山二丁目   | おおやま   | 1989年2月27日  | 現存           | 字大山の一部                                 |      |
| 大山三丁目   | おおやま   | 1989年2月27日  | 現存           | 字大山、字伊佐の各一部                       |      |
| 大山四丁目   | おおやま   | 1989年2月27日  | 現存           | 字大山の一部                                 |      |
| 大山五丁目   | おおやま   | 1989年2月27日  | 現存           | 字大山の一部                                 |      |
| 大山六丁目   | おおやま   | 1989年2月27日  | 現存           | 字大山、字真志喜の各一部                     |      |
| 大山七丁目   | おおやま   | 1989年2月27日  | 現存           | 字大山の一部                                 |      |
| 真志喜一丁目 | ましき     | 1990年1月22日  | 現存           | 字真志喜、字大山、字大謝名の各一部           |      |
| 真志喜二丁目 | ましき     | 1990年1月22日  | 現存           | 字真志喜の一部                               |      |
| 真志喜三丁目 | ましき     | 1990年1月22日  | 現存           | 字真志喜の一部                               |      |
| 真志喜四丁目 | ましき     | 1990年1月22日  | 現存           | 字真志喜の一部                               |      |
| 嘉数一丁目   | かかず     | 1991年2月18日  | 現存           | 字嘉数の一部                                 |      |
| 嘉数二丁目   | かかず     | 1991年2月18日  | 現存           | 字嘉数の一部                                 |      |
| 嘉数三丁目   | かかず     | 1991年2月18日  | 現存           | 字嘉数の一部                                 |      |
| 嘉数四丁目   | かかず     | 1991年2月18日  | 現存           | 字嘉数の一部                                 |      |
| 真栄原一丁目 | まえはら   | 1991年11月18日 | 現存           | 字真栄原、字嘉数、字我如古の各一部           |      |
| 真栄原二丁目 | まえはら   | 1991年11月18日 | 現存           | 字真栄原の一部                               |      |
| 真栄原三丁目 | まえはら   | 1991年11月18日 | 現存           | 字真栄原、字大謝名、字佐真下の各一部         |      |
| 我如古一丁目 | がねこ     | 1992年11月16日 | 現存           | 字我如古、字佐真下の各一部                   |      |
| 我如古二丁目 | がねこ     | 1992年11月16日 | 現存           | 字我如古、字志真志の各一部                   |      |
| 我如古三丁目 | がねこ     | 1992年11月16日 | 現存           | 字我如古の一部                               |      |
| 我如古四丁目 | がねこ     | 1992年11月16日 | 現存           | 字我如古の一部                               |      |
| 赤道一丁目   | あかみち   | 1994年2月21日  | 現存           | 字赤道の一部                                 |      |
| 赤道二丁目   | あかみち   | 1994年2月21日  | 現存           | 字赤道の一部                                 |      |
| 上原一丁目   | うえはら   | 1994年2月21日  | 現存           | 字上原、字赤道の各一部                       |      |
| 上原二丁目   | うえはら   | 1994年2月21日  | 現存           | 字上原、字赤道の各一部                       |      |
| 大謝名一丁目 | おおじゃな | 1995年10月23日 | 現存           | 字大謝名の一部                               |      |
| 大謝名二丁目 | おおじゃな | 1995年10月23日 | 現存           | 字大謝名、字真栄原の各一部                   |      |
| 大謝名三丁目 | おおじゃな | 1995年10月23日 | 現存           | 字大謝名の一部                               |      |
| 大謝名四丁目 | おおじゃな | 1995年10月23日 | 現存           | 字大謝名の一部                               |      |
| 大謝名五丁目 | おおじゃな | 1995年10月23日 | 現存           | 字大謝名、字字地泊の各一部                   |      |
| 宜野湾一丁目 | ぎのわん   | 1998年2月9日   | 現存           | 字宜野湾、字長田の各一部                     |      |
| 宜野湾二丁目 | ぎのわん   | 1998年2月9日   | 現存           | 字宜野湾、字長田、字志真志、字佐真下の各一部 |      |
| 宜野湾三丁目 | ぎのわん   | 1998年2月9日   | 現存           | 字宜野湾、字長田、字志真志の各一部           |      |
| 志真志一丁目 | しまし     | 1999年11月22日 | 現存           | 字志真志の一部                               |      |
| 志真志二丁目 | しまし     | 1999年11月22日 | 現存           | 字志真志の一部                               |      |
| 志真志三丁目 | しまし     | 1999年11月22日 | 現存           | 字志真志の一部                               |      |
| 志真志四丁目 | しまし     | 1999年11月22日 | 現存           | 字志真志、字我如古の各一部                   |      |
| 長田一丁目   | ながた     | 1999年11月22日 | 現存           | 字長田、字愛知の各一部                       |      |
| 長田二丁目   | ながた     | 1999年11月22日 | 現存           | 字長田の一部                                 |      |
| 長田三丁目   | ながた     | 1999年11月22日 | 現存           | 字長田の一部                                 |      |
| 長田四丁目   | ながた     | 1999年11月22日 | 現存           | 字長田の一部                                 |      |
| 神山一丁目   | かみやま   | 2014年2月3日   | 現存           | 字神山、字愛知、字宜野湾の各一部             |      |
| 愛知一丁目   | あいち     | 2014年2月3日   | 現存           | 字愛知、字赤道、字神山の各一部               |      |
| 愛知二丁目   | あいち     | 2014年2月3日   | 現存           | 字愛知、字赤道の各一部                       |      |
| 愛知三丁目   | あいち     | 2014年2月3日   | 現存           | 字長田の全部と字愛知の一部                   |      |

### 人口
| |                                          |  |
| 宜野湾市と全国の年齢別人口分布（2005年） | 宜野湾市の年齢・男女別人口分布（2005年） |  |
| ■紫色 ― 宜野湾市 ■緑色 ― 日本全国 | ■青色 ― 男性 ■赤色 ― 女性                |  |
| 宜野湾市（に相当する地域）の人口の推移 \| 1970年（昭和45年） \| 39,390人 \| \| \| 1975年（昭和50年） \| 53,835人 \| \| \| 1980年（昭和55年） \| 62,549人 \| \| \| 1985年（昭和60年） \| 69,206人 \| \| \| 1990年（平成2年） \| 75,905人 \| \| \| 1995年（平成7年） \| 82,862人 \| \| \| 2000年（平成12年） \| 86,744人 \| \| \| 2005年（平成17年） \| 89,769人 \| \| \| 2010年（平成22年） \| 91,928人 \| \| \| 2015年（平成27年） \| 96,423人 \| \| \| 2020年（令和2年） \| 100,125人 \| \| |                                          |  |
| 総務省統計局 国勢調査より |                                          |  |
| 1970年（昭和45年） | 39,390人                                 |  |
| 1975年（昭和50年） | 53,835人                                 |  |
| 1980年（昭和55年） | 62,549人                                 |  |
| 1985年（昭和60年） | 69,206人                                 |  |
| 1990年（平成2年） | 75,905人                                 |  |
| 1995年（平成7年） | 82,862人                                 |  |
| 2000年（平成12年） | 86,744人                                 |  |
| 2005年（平成17年） | 89,769人                                 |  |
| 2010年（平成22年） | 91,928人                                 |  |
| 2015年（平成27年） | 96,423人                                 |  |
| 2020年（令和2年） | 100,125人                                |  |

### 隣接自治体
北から時計周り、町村は中頭郡。
- 北谷町：市の北部及び北東部、伊佐・喜友名・安仁屋・普天間の各地域で接する。
- 北中城村：市の北東部、普天間・野嵩の両地域で接する。戦前までは中城村の一部だった。
- 中城村：市の東部、野嵩・上原・赤道・愛知・長田・志真志の各地域で接する。
- 西原町：市の南部、志真志・我如古の両地域で接する。
- 浦添市：市の南部及び南西部、我如古・真栄原・嘉数・大謝名・宇地泊の各地域で接する。

## 歴史

### 中世
- 13世紀 - 察度王の時代には根の島（ニーのシマ）と呼ばれ、政治・経済・文化の中心であった。

### 近世

#### 宜野湾間切
- 16世紀頃 - 浦添間切北部10村、中城間切野嵩村と普天間村、北谷間切安仁屋村から宜野湾間切となる。

### 近代

#### 明治時代
- 1908年（明治41年）- 宜野湾間切から宜野湾村になる。

#### 大正時代
- 1922年（大正11年）- 宜野湾村内に軽便鉄道 那覇・嘉手納線が開通。

### 近現代

#### 昭和時代
- 1945年（昭和20年）- 宜野湾村嘉数高地で日本軍とアメリカ軍の激しい戦闘が行われる（嘉数の戦い参照）。
- 1958年（昭和33年）- 発掘調査で石斧や土器が出土した（大山貝塚）。
- 1960年（昭和35年）- 宜野湾村内に米軍ヘリ墜落。
- 1962年（昭和37年）7月1日 - 市制施行。宜野湾村から宜野湾市になる。
- 1963年（昭和38年）3月 - 消防庁舎落成
- 1964年（昭和39年）1月 - 行政区の再編が行われ、新しく20区行政区が新設
  - 7月 - 健康都市宣言
  - 11月 - 嘉数展望台完成
- 1965年（昭和40年）4月 - 中部商業高等学校開校
  - 同月 - 宜野湾、中城、北中城の、三市村合併促進協議会発足
  - 7月 - 第2地区区画整理事業着手（普天間、新城）
- 1966年（昭和41年）4月 - 市営野嵩保育所落成
- 1967年（昭和42年）6月 - 市章制定。「ギノ」を図案化したもの。
- 1969年（昭和44年）10月 - キャンプ・ブーン一部返還
- 1971年（昭和46年） - 普天間高校春の甲子園出場
- 1972年（昭和47年）5月15日 - 沖縄が本土復帰。沖縄県誕生。
- 1974年（昭和49年） - キャンプ・ブーン全面返還
- 1975年（昭和50年）12月9日 - 市花（キク・サンダンカ）制定
- 1976年（昭和51年）3月 - キャンプ・マーシー返還
- 1979年（昭和54年）- 国道330号の渋滞緩和のため、宜野湾市道11号が着手[3]。
- 1980年（昭和55年） - 宜野湾市の普天間基地内で米軍機が墜落。3月18日平和都市宣言
- 1983年（昭和58年）8月 - 真志喜で埋立事業着工
- 1984年（昭和59年） - 嘉数高台公園が整備される
- 1985年（昭和60年） - プロ野球横浜大洋ホエールズ（現：横浜DeNAベイスターズ）が春季キャンプ開始
- 1987年（昭和62年） - 沖縄コンベンションセンターが完成

### 現代

#### 平成時代
- 1989年（平成元年） - 宜野湾市道11号の道路整備が休止[3]。
- 1991年（平成3年） - 宜野湾市民図書館開館
- 1996年（平成8年）
  - 4月 - 日米両政府間で普天間基地の返還合意
  - 2月9日 - 市木（リュウキュウコクタン）制定
- 2003年（平成15年）3月4日 - 当時の現職の比嘉盛光宜野湾市長が献金事件で逮捕される。
- 2004年（平成16年）8月14日 - 沖国大米軍ヘリ墜落事件。
- 2012年（平成24年）11月 - ドン・キホーテ沖縄県1号店が宜野湾市に開業。市長の佐喜真淳は「地域の活性化に期待する」と開店を祝った[4]。
- 2014年（平成26年）- 宜野湾市道11号の整備事業が再開[3]。
- 2016年（平成28年）- 多くの企業が宜野湾市に誘致され、1,200名以上の雇用が創出された。市税が約10億円増加した[5]。

#### 令和時代
- 2019年（令和元年）8月 - 宜野湾市立志真志小学校の新設校舎が完成[6]。
- 2020年（令和2年）6月 - 宜野湾海浜公園内に「宜野湾市立多目的運動場」が供用を開始した[7]。
- 2021年（令和3年）
  - 3月 - 宜野湾市道11号が開通[8]。宜野湾市道11号は国道330号の渋滞緩和も期待されている。総事業費は約32億円。防衛省補助を活用した[9]。市長の松川正則は、米軍普天間飛行場の閉鎖・返還を訴えるため、訪米を表明した[8]。
  - 11月 - 福徳岡の場の噴火から生じた大量の軽石が漂着。宇地泊港やトロピカルビーチなどに押し寄せた[10]。

## 政治

### 行政

#### 市長
- 市長：佐喜眞淳（2024年（令和6年）9月8日就任、通算3期目[11]）

歴代首長
| 代     | 氏名       | 就任                      | 退任                      | 備考                |
| ------ | ---------- | ------------------------- | ------------------------- | ------------------- |
| 1・2   | 桃原正裕   | 1909年（明治42年）4月1日  | 1916年（大正5年）9月30日  |                     |
| 3-6    | 山城五郎   | 1916年（大正5年）10月1日  | 1929年（昭和4年）4月30日  |                     |
| 7      | 宮城武真   | 1929年（昭和4年）5月1日   | 1931年（昭和6年）1月31日  |                     |
| 8      | 島袋盛春   | 1931年（昭和6年）2月1日   | 1932年（昭和7年）3月10日  |                     |
| 9      | 高江洲英吉 | 1932年（昭和7年）3月11日  | 1935年（昭和10年）2月20日 |                     |
| 10     | 天久流水   | 1935年（昭和10年）2月21日 | 1939年（昭和14年）2月20日 |                     |
| 11・12 | 仲村渠春壽 | 1939年（昭和14年）2月21日 | 1945年（昭和20年）5月8日  |                     |
| 13     | 久保田盛春 | 1946年（昭和21年）5月1日  | 1947年（昭和22年）3月11日 | 旧姓島袋、第8代村長 |
| 14     | 桃原亀郎   | 1947年（昭和22年）3月12日 | 1948年（昭和23年）2月29日 |                     |
| 15     | 桃原亀郎   | 1948年（昭和23年）3月1日  | 1950年（昭和25年）9月17日 | 公選初代            |
| 16・17 | 知念清一   | 1950年（昭和25年）9月18日 | 1958年（昭和33年）9月17日 |                     |
| 18     | 仲村春勝   | 1958年（昭和33年）9月18日 | 1962年（昭和37年）6月30日 |                     |

| 代 | 氏名       | 就任                       | 退任                       | 備考                    |
| -- | ---------- | -------------------------- | -------------------------- | ----------------------- |
| 1  | 仲村春勝   | 1962年（昭和37年）7月1日   | 1962年（昭和37年）9月17日  |                         |
| 2  | 仲村春勝   | 1962年（昭和37年）9月18日  | 1965年（昭和40年）6月26日  |                         |
| 3  | 島袋全一   | 1965年（昭和40年）8月16日  | 1969年（昭和44年）8月12日  |                         |
| 4  | 崎間健一郎 | 1969年（昭和44年）8月13日  | 1973年（昭和48年）8月12日  | 1972年5月15日、本土復帰 |
| 5  | 米須清與   | 1973年（昭和48年）8月13日  | 1977年（昭和52年）8月12日  |                         |
| 6  | 安次富盛信 | 1977年（昭和52年）8月13日  | 1981年（昭和56年）8月12日  |                         |
| 7  | 安次富盛信 | 1981年（昭和56年）8月13日  | 1985年（昭和60年）8月12日  |                         |
| 8  | 桃原正賢   | 1985年（昭和60年）8月13日  | 1989年（平成元年）8月12日  |                         |
| 9  | 桃原正賢   | 1989年（平成元年）8月13日  | 1993年（平成5年）8月12日   |                         |
| 10 | 桃原正賢   | 1993年（平成5年）8月13日   | 1997年（平成9年）8月12日   |                         |
| 11 | 比嘉盛光   | 1997年（平成9年）8月13日   | 2001年（平成13年）8月12日  |                         |
| 12 | 比嘉盛光   | 2001年（平成13年）8月13日  | 2003年（平成15年）3月6日   | 違法献金事件で辞職      |
| 13 | 伊波洋一   | 2003年（平成15年）4月27日  | 2007年（平成19）4月26日    |                         |
| 14 | 伊波洋一   | 2007年（平成19）4月27日    | 2010年（平成22年）10月18日 | 県知事選出馬のため辞職  |
| 15 | 安里猛     | 2010年（平成22年）11月28日 | 2011年（平成23年）12月28日 | 病気のため辞職          |
| 16 | 佐喜眞淳   | 2012年（平成24年）2月12日  | 2016年（平成28年）2月11日  |                         |
| 17 | 佐喜眞淳   | 2016年（平成28年）2月12日  | 2018年（平成30年）8月18日  | 県知事選出馬のため辞職  |
| 18 | 松川正則   | 2018年（平成30年）9月30日  | 2022年（令和4年）9月29日   |                         |
| 19 | 松川正則   | 2022年（令和4年）9月30日   | 2024年（令和6年）7月26日   | 任期満了前に死去        |
| 20 | 佐喜眞淳   | 2024年（令和6年）9月8日    | 現職                       |                         |

#### 広域行政
衛生：沖縄市・宜野湾市・北谷町の2市1町で「倉浜衛生施設組合」を組織し、沖縄市字池原3394番地にゴミ処理施設を有している。

#### 役所
- 宜野湾市役所
- 宜野湾市第二庁舎
  - 宜野湾市水道局
  - 宜野湾市消防本部
    - 宜野湾消防署
      - 我如古出張所
      - 真志喜出張所

#### 市町村合併
宜野湾市・西原町・中城村で任意合併協議会を設立したが合併には至らず解散。沖縄県は宜野湾市・中城村・北中城村の枠組みを提唱している。

### 立法

#### 県議会
- 選挙区：宜野湾市選挙区
- 定数：3人
- 任期：2020年6月25日 - 2024年6月24日

| 氏名       | 会派名             | 当選回数 | 備考                         |
| ---------- | ------------------ | -------- | ---------------------------- |
| 玉城健一郎 | てぃーだ平和ネット | 1        | 立憲民主党・国民民主党が推薦 |
| 又吉清義   | 沖縄・自民党       | 3        | 公明党が推薦                 |
| 呉屋宏     | 沖縄・自民党       | 3        | 公明党が推薦                 |

#### 国会
衆議院
- 選挙区：沖縄2区（宜野湾市、浦添市、中頭郡）
- 任期：2021年10月31日 - 2025年10月30日
- 当日有権者数：294,848人
- 投票率：54.82％

| 当落 | 候補者名 | 年齢 | 所属党派                            | 新旧別 | 得票数   | 重複 |
| ---- | -------- | ---- | ----------------------------------- | ------ | -------- | ---- |
| 当   | 新垣邦男 | 65   | 社会民主党                          | 新     | 74,665票 | ○    |
| 比当 | 宮崎政久 | 56   | 自由民主党                          | 前     | 64,542票 | ○    |
|      | 山川泰博 | 51   | 日本維新の会                        | 新     | 15,296票 | ○    |
|      | 中村幸也 | 41   | NHKと裁判してる党弁護士法72条違反で | 新     | 3,053票  |      |

## 出先機関

### 官公庁
- 宜野湾警察署 - 旧普天間警察署。宜野湾市と琉球大学構内を除く中頭郡中城村を管轄する。
- 交通裁判総合庁舎
  - 沖縄区検察庁（分室）
  - 沖縄簡易裁判所（分室）
  - 沖縄県警察本部交通部交通指導課警察官派遣所
- 那覇地方法務局宜野湾出張所
- 国立病院機構沖縄病院

### 県政機関
- 沖縄県下水道事務所
- 沖縄県建設技術センター技術部

### 施設

#### 警察
本部
- 沖縄県警察 宜野湾警察署

#### 消防
本部
- 宜野湾市消防本部

消防署
- 宜野湾消防署
  - 我如古出張所
  - 真志喜出張所

#### 医療・福祉
主な病院
- 国立病院機構沖縄病院
- 医療法人緑水会 宜野湾記念病院
  - 内科・外科・循環器科・呼吸器科・眼科・心臓血管外科・整形外科・皮膚科・消化器科・心療内科・リハビリテーション科
- 医療法人球陽会 海邦病院
  - 内科・小児科・外科・整形外科・脳神経外科・泌尿器科・耳鼻咽喉科・リハビリテーション科・放射線科
- 医療法人宇富屋 玉木病院
  - 心療内科・神経科・精神科

主な福祉施設
- 宜野湾市保健相談センター
- 社会福祉法人宜野湾市社会福祉協議会 宜野湾市社会福祉センター

老人福祉施設
- 宜野湾市老人福祉センター
- 特別養護老人ホーム（デイサービスセンター）福寿園
- 特別養護老人ホーム （在宅介護支援センター）愛誠園

障害者福祉施設
- 蒼生学園 社会福祉法人はごろも福祉会 アップドゥぎのわん､エデュカーレ、

児童福祉施設
- 赤道児童センター
- 大謝名児童センター
- 大山児童センター
- 新城児童センター
- 我如古児童センター

保育所
2004年4月1日時点で公立保育園が3か所、認可保育園が10か所、認可外保育園が54か所ある。
- 宜野湾市立野嵩保育所（野嵩2-22-12）
- 宜野湾市立うなばら保育所（大山3-30-1）
- 宜野湾市立宜野湾保育所（宜野湾3-13-10）
- 社会福祉法人泉福祉会 しいの実保育園 など

#### 郵便局
宜野湾郵便局が市内全域の集配を担当する。
無集配局
- 普天間郵便局
- 宜野湾上原郵便局

- 宜野湾長田郵便局
- 我如古郵便局

- 真栄原郵便局
- 伊佐郵便局

- 真志喜郵便局
- 大謝名郵便局

#### 文化施設
宜野湾市は教育行政に力を入れている。そのため、美術館、博物館、図書館を始め、IT時代に先駆け宜野湾ベイサイド情報センターをオープンした。
- 宜野湾市民図書館
- 佐喜眞美術館
- 宜野湾市立博物館
- 宜野湾ベイサイド情報センター
- 宜野湾市民会館
- 宜野湾市立中央公民館
- 宜野湾市立郷土資料館

#### 娯楽・運動施設
- 沖縄コンベンションセンター - 財団法人沖縄観光コンベンションビューローが管理運営している。
  - 展示場（Event Hall）
  - 劇場（Theater）
  - 会議場（Conference Rooms）
- 宜野湾海浜公園 - 宜野湾市建設部施設管理課が管理する総合運動公園。公園内のスポーツ施設群はプロ野球の横浜DeNAベイスターズが春季のキャンプ地として使用している。
  - 宜野湾市立体育館 - 宜野湾市建設部施設管理課が所在する。
  - 宜野湾市立野球場
  - 宜野湾市立テニスコート
  - 多目的広場
  - 屋外劇場
  - 屋内運動場
- トロピカルビーチ
  - 宜野湾市の指定管理者「アクト総合サービス」が管理している。
- 宜野湾マリーナ（宜野湾港）
- 宜野湾市立グラウンド
- 赤道闘牛場
- ジュビランス
  - JAおきなわ宜野湾支店（旧JA宜野湾本社）会館内にある総合結婚式場。結婚式以外のイベントにも使用される。
- JA天然温泉アロマ
- ラウンドワン - 沖縄県初出店。2009年2月21日にオープン。

## 対外関係

### 姉妹都市・提携都市

#### 国内
- 東郷町（九州地方 宮崎県 東臼杵郡）
  - 1985年（昭和60年）4月 - 姉妹都市提携。太平洋戦争中に普天間・宜野湾・嘉数の3国民学校の学童が疎開した町である。

#### 海外
- 廈門市（中華人民共和国 福建省）
  - 1995年（平成7年）11月 - 友好都市提携。昭和61年に市職員野球チームが厦門市で友好親善試合をしたのが始まりである。

### 外国公館
領事館
- フィリピン共和国領事館

外国政府機関
- キャンプ・フォスター交換台

## 経済

### 第一次産業

#### 農業
- キクとタイモの栽培が盛んである。

#### 漁業
- 浦添市と宜野湾市の漁業従事者からなる浦添宜野湾漁業協同組合（浦添市牧港）でクルマエビの養殖をしている。

### 第三次産業

#### 商業
- 宜野湾市商工会

ショッピングセンター
- サンエー大山シティ
- サンエー宜野湾コンベンションシティ
- MEGAドン・キホーテ 宜野湾店
- サンフティーマ
- はにんす宜野湾
- スーパースポーツゼビオ宜野湾

#### 不動産業
基地不動産業
基地不動産業は、本市においては活発である。市域の中央部と北部のかなりの面積を普天間飛行場（Marine Corps Air Station Futenma）およびキャンプ・フォスター（Camp Foster）等としてアメリカ海兵隊へ賃貸し、市民らの不動産収入となっている。

### 拠点を置く主要企業
- 株式会社サンエー本社・・・沖縄県内で大型小売店や食品、衣料品店を展開するスーパーの本社。
- 株式会社サンシャイン本社・・・沖縄県内でパチンコ等遊技事業を展開するアミューズメント企業。
- 株式会社ジミー本社・・・沖縄県内で精肉、食料品を販売する専門スーパーの本社。
- 株式会社野嵩商会・・・沖縄県内でスーパー「フレッシュプラザ ユニオン」を展開する。
- 株式会社光貴本社・・・沖縄県内でKDDIの代理店として携帯電話の販売を行っている。
- 株式会社A&W沖縄 本社・・・沖縄県内で全26店舗を所有するファーストフードレストランの本社。
- アメリカンエンジニアコーポレイション本社（American Engineering Corporation）・・・日本国内の米軍基地向け建設業等を手がける。

## 情報・生活

### マスメディア

#### 放送局
コミュニティ放送局
- FMぎのわん
- ぎのわんシティFM - デルタ電気工業が運営

### ライフライン

#### 上下水道
- 宜野湾市水道局

#### 電信
- NTT西日本

## 教育

### 大学
国立
- 国立大学法人 琉球大学 西普天間キャンパス

私立
- 学校法人沖縄国際大学 沖縄国際大学

### 専修学校
- 専修学校サイテクカレッジ普天間キャンパス 専修学校サイテクカレッジ

### 高等学校
県立
- 沖縄県立普天間高等学校
- 沖縄県立宜野湾高等学校
- 沖縄県立中部商業高等学校

私立
- 学校法人カトリック沖縄学園 沖縄カトリック中学高等学校
- 日本ウェルネス高等学校沖縄キャンパス

### 中学校
市立
- 宜野湾市立嘉数中学校
- 宜野湾市立宜野湾中学校
- 宜野湾市立真志喜中学校
- 宜野湾市立普天間中学校

私立
- 学校法人カトリック沖縄学園 沖縄カトリック中学高等学校

### 小学校
市立
- 宜野湾市立嘉数小学校
- 宜野湾市立宜野湾小学校
- 宜野湾市立志真志小学校
- 宜野湾市立大山小学校
- 宜野湾市立大謝名小学校
- 宜野湾市立普天間小学校
- 宜野湾市立普天間第二小学校
- 宜野湾市立長田小学校
- 宜野湾市立はごろも小学校

私立
- 学校法人カトリック沖縄学園 沖縄カトリック小学校

### 幼稚園
市立
- 宜野湾市立嘉数幼稚園
- 宜野湾市立宜野湾幼稚園
- 宜野湾市立志真志幼稚園
- 宜野湾市立大山幼稚園
- 宜野湾市立大謝名幼稚園
- 宜野湾市立普天間幼稚園
- 宜野湾市立普天間第二幼稚園
- 宜野湾市立長田幼稚園
- 宜野湾市立はごろも幼稚園

私立
- 学校法人カトリック沖縄学園 真栄原カトリック幼稚園

### インターナショナルスクール
- ドリームプラネット・インターナショナル・スクール

### その他の学校
- 沖縄サドベリースクール（日本におけるサドベリー・スクールの学校）
- 宜野湾自動車学校

## 交通

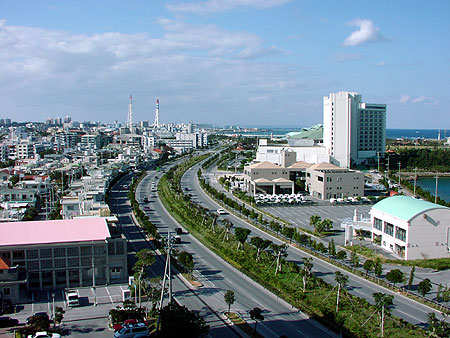
国道58号（宜野湾バイパス）

### 空路
宜野湾市内に、在日米軍の飛行場は存在するが、定期旅客便のある空港は存在しない。最寄りの空港は那覇空港

#### 空港
- 普天間飛行場

### 鉄道
市内には鉄道は運行しておらず、駅なども存在しない。
最も市内から近い駅は沖縄都市モノレール線の浦添前田駅もしくはてだこ浦西駅であるが、浦添市内にあり、かなりの距離がある。
また、鉄道駅が存在しない市としては人口密度が全国で最も高い（かつては隣の浦添市が人口密度を上回っていたが沖縄都市モノレールの鉄道駅が設置されたため）。下記「路線バス」の項目に解説する通り、市内各地へ通ずる路線バスが多数運行されている。
第二次世界大戦以前は沖縄県営鉄道嘉手納線という軽便鉄道線が通っていた。この線は、ガソリンタンク車爆発炎上により不通となり戦後も復旧せず、1945年休止（事実上廃止）され、現存しない。通称は「軽便（けいびん・ケービン）」。 宜野湾市内には大謝名駅・真志喜停車場・大山駅があった。

### バス

#### 路線バス
琉球バス交通・沖縄バス・那覇バス・東陽バス・やんばる急行バスの5社が市内を運行しており、一般道経由の路線バスと、沖縄自動車道経由の高速バスがある。
宜野湾市内は、那覇市内 - 中・北部間を結ぶほとんどの路線の通過地点となっており、国道58号、330号を中心にかなりの数の路線が運行している。また、琉球バス交通と沖縄バスが市内に出張所・駐車場を構えており、市内を起終点とする路線も多い。
本市内には鉄道路線はないため、市内への公共交通によるアクセスは専ら路線バスを利用することになる。宜野湾市内の路線バスは那覇バスターミナルを中心に運行されているが、200番台の系統はおもろまち駅前広場を起点としており沖縄都市モノレール線との乗り換えが可能である。それ以外にも沖縄都市モノレール線の駅で乗り換えられる路線がある。
琉球バス交通の一部の路線が2006年2月20日より那覇バスターミナルから豊見城市我那覇まで延長された。また、99番天久新都心線は2006年9月1日より那覇空港から那覇市具志三丁目まで延長されたが、2008年10月8日より再び空港起点に戻った経緯がある。
また、中城村コミュニティバス「護佐丸バス」が宜野湾市内の普天間りうぼうと中部商業高校前に乗り入れている。
下表の運行会社の「琉球」は琉球バス交通の路線、「沖縄」は沖縄バスの路線、「那覇」は那覇バスの路線、「東陽」は東陽バスの路線、複数表記は共同運行路線。 ※BT=バスターミナル
| 番号                                                                                     | 路線名                                                               | 運行会社                                                             | 起点                                                                 | 終点                                                                 | 市町村 | 宜野湾市内の主な経由地                                                   |
| 市内全区間国道58号経由（那覇市 - 浦添市 - 宜野湾市 - 北谷町 - 各地）                     | 市内全区間国道58号経由（那覇市 - 浦添市 - 宜野湾市 - 北谷町 - 各地） | 市内全区間国道58号経由（那覇市 - 浦添市 - 宜野湾市 - 北谷町 - 各地） | 市内全区間国道58号経由（那覇市 - 浦添市 - 宜野湾市 - 北谷町 - 各地） | 市内全区間国道58号経由（那覇市 - 浦添市 - 宜野湾市 - 北谷町 - 各地） | 市内全区間国道58号経由（那覇市 - 浦添市 - 宜野湾市 - 北谷町 - 各地）                                       | 市内全区間国道58号経由（那覇市 - 浦添市 - 宜野湾市 - 北谷町 - 各地）     |
| ---------------------------------------------------------------------------------------- | -------------------------------------------------------------------- | -------------------------------------------------------------------- | -------------------------------------------------------------------- | -------------------------------------------------------------------- | --- | ------------------------------------------------------------------------ |
| 20                                                                                       | 名護西線                                                             | 琉球 沖縄                                                            | 那覇BT                                                               | 名護BT                                                               | 那覇市 - 浦添市 - 宜野湾市 - 北谷町 - 嘉手納町 - 読谷村 - 恩納村 - 名護市                                  | 宇地泊、大謝名、真志喜、大山、伊佐、伊佐浜                               |
| 28                                                                                       | 読谷（楚辺）線                                                       | 琉球 沖縄                                                            | 那覇BT                                                               | 読谷BT                                                               | 那覇市 - 浦添市 - 宜野湾市 - 北谷町 - 嘉手納町 - 読谷村                                                    | 宇地泊、大謝名、真志喜、大山、伊佐、伊佐浜                               |
| 29                                                                                       | 読谷（喜名）線                                                       | 琉球 沖縄                                                            | 那覇BT                                                               | 読谷BT                                                               | 那覇市 - 浦添市 - 宜野湾市 - 北谷町 - 嘉手納町 - 読谷村                                                    | 宇地泊、大謝名、真志喜、大山、伊佐、伊佐浜                               |
| 63                                                                                       | 謝苅線                                                               | 琉球                                                                 | 那覇BT                                                               | 具志川BT                                                             | 那覇市 - 浦添市 - 宜野湾市 - 北谷町 - 沖縄市 - うるま市                                                    | 宇地泊、大謝名、真志喜、大山、伊佐、伊佐浜                               |
| 120                                                                                      | 名護西空港線                                                         | 琉球 沖縄                                                            | 那覇空港                                                             | 名護BT                                                               | 那覇市 - 浦添市 - 宜野湾市 - 北谷町 - 嘉手納町 - 読谷村 - 恩納村 - 名護市                                  | 宇地泊、大謝名、真志喜、大山、伊佐、伊佐浜                               |
| 228                                                                                      | 読谷おもろまち線                                                     | 琉球 沖縄                                                            | おもろまち駅前広場                                                   | 読谷BT                                                               | 那覇市 - 浦添市 - 宜野湾市 - 北谷町 - 嘉手納町 - 読谷村                                                    | 宇地泊、大謝名、真志喜、大山、伊佐、伊佐浜                               |
| 263                                                                                      | 謝苅おもろまち線                                                     | 琉球                                                                 | おもろまち駅前広場                                                   | 具志川BT                                                             | 那覇市 - 浦添市 - 宜野湾市 - 北谷町 - 沖縄市 - うるま市                                                    | 宇地泊、大謝名、真志喜、大山、伊佐、伊佐浜                               |
| 国道58号・普天間経由（那覇市 - 浦添市 - 宜野湾市 - 北中城村 - 沖縄市 - うるま市 - 各地） |                                                                      |                                                                      |                                                                      |                                                                      | |                                                                          |
| 23                                                                                       | 具志川線                                                             | 琉球                                                                 | 那覇空港 那覇BT                                                      | 具志川BT                                                             | 那覇市 - 浦添市 - 宜野湾市 - 北中城村 - 沖縄市 - うるま市                                                  | 宇地泊、大謝名、真志喜、大山、伊佐、普天間                               |
| 31                                                                                       | 泡瀬西線                                                             | 東陽                                                                 | 那覇BT                                                               | 泡瀬営業所                                                           | 那覇市 - 浦添市 - 宜野湾市 - 北中城村 - 沖縄市 - うるま市                                                  | 宇地泊、大謝名、真志喜、大山、伊佐、普天間                               |
| 77                                                                                       | 名護東（辺野古）線                                                   | 沖縄                                                                 | 那覇BT                                                               | 名護BT                                                               | 那覇市 - 浦添市 - 宜野湾市 - 北中城村 - 沖縄市 - うるま市 - 金武町 - 宜野座村 - 名護市                     | 宇地泊、大謝名、真志喜、大山、伊佐、普天間                               |
| 223                                                                                      | 具志川おもろまち線                                                   | 琉球                                                                 | おもろまち駅前広場                                                   | 具志川BT                                                             | 那覇市 - 浦添市 - 宜野湾市 - 北中城村 - 沖縄市 - うるま市                                                  | 宇地泊、大謝名、真志喜、大山、伊佐、普天間                               |
| 331                                                                                      | 急行バス                                                             | 東陽                                                                 | 那覇BT                                                               | 泡瀬営業所                                                           | 那覇市 - 浦添市 - 宜野湾市 - 北中城村 - 沖縄市 - うるま市                                                  | 宇地泊、伊佐、普天間（停車地）                                           |
| 777                                                                                      | 急行バス                                                             | 沖縄                                                                 | 那覇BT                                                               | 屋慶名BT                                                             | 那覇市 - 浦添市 - 宜野湾市 - 北中城村 - 沖縄市 - うるま市                                                  | 宇地泊、伊佐、普天間（停車地）                                           |
| 国道330号・普天間経由（那覇市 - 浦添市 - 宜野湾市 - 各地）                               |                                                                      |                                                                      |                                                                      |                                                                      | |                                                                          |
| 24                                                                                       | 那覇大謝名線                                                         | 琉球                                                                 | 那覇BT                                                               | 具志川BT                                                             | 那覇市 - 浦添市 - 宜野湾市 - 北中城村 - 沖縄市 - うるま市                                                  | 大謝名、真栄原、我如古、志真志、愛知、普天間                             |
| 27                                                                                       | 屋慶名（大謝名）線                                                   | 沖縄                                                                 | 那覇BT                                                               | 屋慶名BT                                                             | 那覇市 - 浦添市 - 宜野湾市 - 北中城村 - 沖縄市 - うるま市                                                  | 大謝名、真栄原、我如古、志真志、愛知、普天間                             |
| 52                                                                                       | 与勝線                                                               | 沖縄                                                                 | 那覇BT                                                               | 屋慶名BT                                                             | 那覇市 - 浦添市 - 宜野湾市 - 北中城村 - 沖縄市 - うるま市                                                  | 大謝名、真栄原、我如古、志真志、愛知、普天間                             |
| 80                                                                                       | 与那城線                                                             | 沖縄                                                                 | 那覇BT                                                               | 屋慶名BT                                                             | 那覇市 - 浦添市 - 宜野湾市 - 北中城村 - 沖縄市 - うるま市                                                  | 大謝名、真栄原、我如古、志真志、愛知、普天間                             |
| 92                                                                                       | 那覇〜イオンモール線                                                 | 沖縄                                                                 | 那覇BT                                                               | ライカム                                                             | 那覇市 - 浦添市 - 宜野湾市 - 北中城村                                                                      | 大謝名、真栄原、我如古、志真志、愛知、普天間                             |
| 227                                                                                      | 屋慶名おもろまち線                                                   | 沖縄                                                                 | おもろまち駅前広場                                                   | 屋慶名BT                                                             | 那覇市 - 浦添市 - 宜野湾市 - 北中城村 - 沖縄市 - うるま市                                                  | 大謝名、真栄原、我如古、志真志、愛知、普天間                             |
| 21                                                                                       | 新都心具志川線                                                       | 琉球                                                                 | 那覇BT                                                               | 具志川BT                                                             | 那覇市 - 浦添市 - 宜野湾市 - 北中城村 - 沖縄市 - うるま市                                                  | 嘉数、真栄原、我如古、志真志、愛知、普天間                               |
| 90                                                                                       | 知花（バイパス）線                                                   | 琉球                                                                 | 那覇BT                                                               | 具志川BT                                                             | 那覇市 - 浦添市 - 宜野湾市 - 北中城村 - 沖縄市 - うるま市                                                  | 嘉数、真栄原、我如古、志真志、愛知、普天間                               |
| 110                                                                                      | 長田具志川線                                                         | 琉球                                                                 | 那覇BT                                                               | 具志川BT                                                             | 那覇市 - 浦添市 - 宜野湾市 - 北中城村 - 沖縄市 - うるま市                                                  | 大謝名、真栄原、沖国大、愛知、普天間                                     |
| 190                                                                                      | 知花空港線                                                           | 琉球                                                                 | 那覇空港                                                             | 具志川BT                                                             | 那覇市 - 浦添市 - 宜野湾市 - 北中城村 - 沖縄市 - うるま市                                                  | 嘉数、真栄原、我如古、志真志、愛知、普天間                               |
| 25                                                                                       | 那覇普天間線                                                         | 那覇                                                                 | 那覇BT                                                               | 普天間 ライカム                                                      | 那覇市 - 浦添市 - 宜野湾市 - 北中城村                                                                      | 真栄原、我如古、志真志、愛知、普天間                                     |
| 125                                                                                      | 普天間空港線                                                         | 那覇                                                                 | 那覇空港                                                             | 普天間 ライカム                                                      | 那覇市 - 浦添市 - 宜野湾市 - 北中城村                                                                      | 真栄原、我如古、志真志、愛知、普天間                                     |
| コンベンションセンター経由（那覇市 - 浦添市 - 宜野湾市 - 各地）                          |                                                                      |                                                                      |                                                                      |                                                                      | |                                                                          |
| 26                                                                                       | 宜野湾空港線                                                         | 琉球                                                                 | 那覇空港                                                             | 宜野湾出張所                                                         | 那覇市 - 浦添市 - 宜野湾市                                                                                 | 宇地泊、浜原、コンベンションセンター                                     |
| 55                                                                                       | 牧港線                                                               | 琉球                                                                 | 道の駅豊崎                                                           | 宜野湾出張所                                                         | 豊見城市 - 那覇市 - 浦添市 - 宜野湾市                                                                      | 宇地泊、浜原、コンベンションセンター                                     |
| 32                                                                                       | コンベンションセンター線                                             | 沖縄                                                                 | 那覇BT                                                               | 真志喜駐車場                                                         | 那覇市 - 浦添市 - 宜野湾市                                                                                 | 宇地泊、大謝名、真志喜、コンベンションセンター                           |
| 99                                                                                       | 天久新都心線                                                         | 琉球                                                                 | 那覇空港                                                             | 宜野湾出張所                                                         | 那覇市 - 浦添市 - 宜野湾市                                                                                 | 宇地泊、大謝名、真志喜、コンベンションセンター                           |
| 43                                                                                       | 北谷線                                                               | 沖縄                                                                 | 那覇BT                                                               | 北谷町役場                                                           | 那覇市 - 浦添市 - 宜野湾市 - 北谷町                                                                        | 宇地泊、大謝名、真志喜、コンベンションセンター、伊佐浜                   |
| 112                                                                                      | 国体道路線                                                           | 琉球                                                                 | 那覇BT                                                               | 具志川BT                                                             | 那覇市 - 浦添市 - 宜野湾市 - 北谷町 - 沖縄市 - うるま市                                                    | 宇地泊、大謝名、真志喜、コンベンションセンター、伊佐浜                   |
| 88                                                                                       | 宜野湾線                                                             | 琉球                                                                 | 道の駅豊崎                                                           | 宜野湾出張所                                                         | 豊見城市 - 那覇市 - 浦添市 - 宜野湾市                                                                      | 嘉数、真栄原、我如古、志真志、愛知、普天間、伊佐、コンベンションセンター |
| 沖縄自動車道経由                                                                         |                                                                      |                                                                      |                                                                      |                                                                      | |                                                                          |
| 111                                                                                      | 高速バス                                                             | 琉球 沖縄 那覇 東陽                                                  | 那覇空港                                                             | 名護BT                                                               | 那覇市 - 南風原町 - 西原町 - 宜野湾市 - 中城村 - 北中城村 - 沖縄市 - うるま市 - 金武町 - 宜野座村 - 名護市 | 琉大入口                                                                 |
| 117                                                                                      | 高速バス（美ら海直行）                                               | 琉球 沖縄 那覇                                                       | 那覇空港                                                             | ホテルオリオンモトブ                                                 | 那覇市 - 南風原町 - 西原町 - 宜野湾市 - 中城村 - 北中城村 - 沖縄市 - うるま市 - 名護市 - 本部町            | 琉大入口                                                                 |
| 113                                                                                      | 具志川空港線                                                         | 琉球                                                                 | 那覇空港                                                             | 具志川BT                                                             | 那覇市 - 南風原町 - 西原町 - 宜野湾市 - 中城村 - 北中城村 - 沖縄市 - うるま市                              | 琉大入口                                                                 |
| 123                                                                                      | 石川空港線                                                           | 琉球                                                                 | 那覇空港                                                             | 東山駐車場                                                           | 那覇市 - 南風原町 - 西原町 - 宜野湾市 - 中城村 - 北中城村 - 沖縄市 - うるま市                              | 琉大入口                                                                 |
| 127                                                                                      | 屋慶名（高速）線                                                     | 沖縄                                                                 | 旭町                                                                 | 屋慶名BT                                                             | 那覇市 - 南風原町 - 西原町 - 宜野湾市 - 中城村 - 北中城村 - 沖縄市 - うるま市                              | 琉大入口                                                                 |
| 152                                                                                      | イオンモール沖縄ライカム（高速）線                                   | 琉球                                                                 | 那覇空港                                                             | ライカム                                                             | 那覇市 - 南風原町 - 西原町 - 宜野湾市 - 中城村 - 北中城村                                                  | 琉大入口                                                                 |
| 888                                                                                      | やんばる急行バス 空港線                                              | やんばる急行バス 空港線                                              | 那覇空港                                                             | 運天港                                                               | 那覇市 - 浦添市 - 宜野湾市 - 中城村 - 北中城村 - 名護市 - 本部町 - 今帰仁村                                | 嘉数、琉大入口                                                           |
| その他                                                                                   |                                                                      |                                                                      |                                                                      |                                                                      | |                                                                          |
| 56                                                                                       | 浦添線                                                               | 琉球                                                                 | 道の駅豊崎                                                           | 真栄原                                                               | 豊見城市 - 那覇市 - 浦添市 - 宜野湾市                                                                      | 真栄原                                                                   |
| 61                                                                                       | 前原線                                                               | 沖縄                                                                 | 真志喜駐車場                                                         | 屋慶名BT                                                             | 宜野湾市 - 北中城村 - 沖縄市 - うるま市                                                                    | コンベンションセンター、大謝名、真栄原、我如古、志真志、愛知、普天間     |
| 97                                                                                       | 琉大（首里）線                                                       | 那覇                                                                 | 那覇BT                                                               | 琉大駐車場                                                           | 那覇市 - 浦添市 - 西原町 - 中城村 - 宜野湾市 - 西原町                                                      | 志真志                                                                   |
| 98                                                                                       | 琉大（バイパス）線                                                   | 琉球                                                                 | 道の駅豊崎                                                           | 琉大駐車場                                                           | 豊見城市 - 那覇市 - 浦添市 - 宜野湾市 - 浦添市 - 宜野湾市 - 西原町                                         | 嘉数、真栄原、沖国大、琉大北口                                           |
| 125                                                                                      | 普天間空港線（中城経由）                                             | 那覇                                                                 | 那覇空港                                                             | ライカム                                                             | 那覇市 - 浦添市 - 宜野湾市 - 西原町 - 中城村 - 宜野湾市 - 北中城村                                         | 真栄原、我如古、野嵩1丁目、普天間                                        |
| 297                                                                                      | キャンパスバス                                                       | 那覇                                                                 | てだこ浦西駅                                                         | 琉大駐車場                                                           | 浦添市 - 宜野湾市 - 西原町                                                                                 | 真栄原、沖国大、琉大北口                                                 |
| 護 佐 丸 バ ス                                                                           | 久場琉大線                                                           | 久場琉大線                                                           | ひが皮膚科                                                           | 中部商業高校前                                                       | 中城村 → 西原町 → 宜野湾市                                                                                 | 中部商業高校前                                                           |
| 護 佐 丸 バ ス                                                                           | 伊集普天間線                                                         | 伊集普天間線                                                         | 伊集                                                                 | 普天間りうぼう                                                       | 中城村 → 宜野湾市                                                                                          | 野嵩一丁目、普天間りうぼう                                               |
| 護 佐 丸 バ ス                                                                           | 伊集回り線 久場回り線                                                | 伊集回り線 久場回り線                                                | 吉の浦会館                                                           | 吉の浦会館                                                           | 中城村 - 西原町 - 中城村 - 宜野湾市 - 中城村                                                               | 野嵩一丁目、普天間りうぼう                                               |

#### 高速バス
上記のほか、以下の空港リムジンバスが那覇空港と宜野湾市内のリゾートホテルを結んで運行される。
- 那覇空港リムジンバスAエリア（沖縄バス）：那覇空港 - 旭橋 - 宜野湾市 - 北谷町

### 道路

#### 高速道路
市域南東部を沖縄自動車道が通過しているが、IC・PAなどの施設は無い。
地域高規格道路
- 沖縄西海岸道路（宜野湾バイパス・浦添北道路）：- 宇地泊IC -

#### 国道
- 国道58号
- 国道330号
  - バイパス
  - 西原バイパス

#### 県道
主要地方道
- 沖縄県道29号那覇北中城線
- 沖縄県道32号線
- 沖縄県道34号宜野湾西原線
- 沖縄県道35号線
- 沖縄県道81号宜野湾北中城線

一般県道
- 沖縄県道241号宜野湾南風原線
- 沖縄県道251号那覇宜野湾線

## 観光

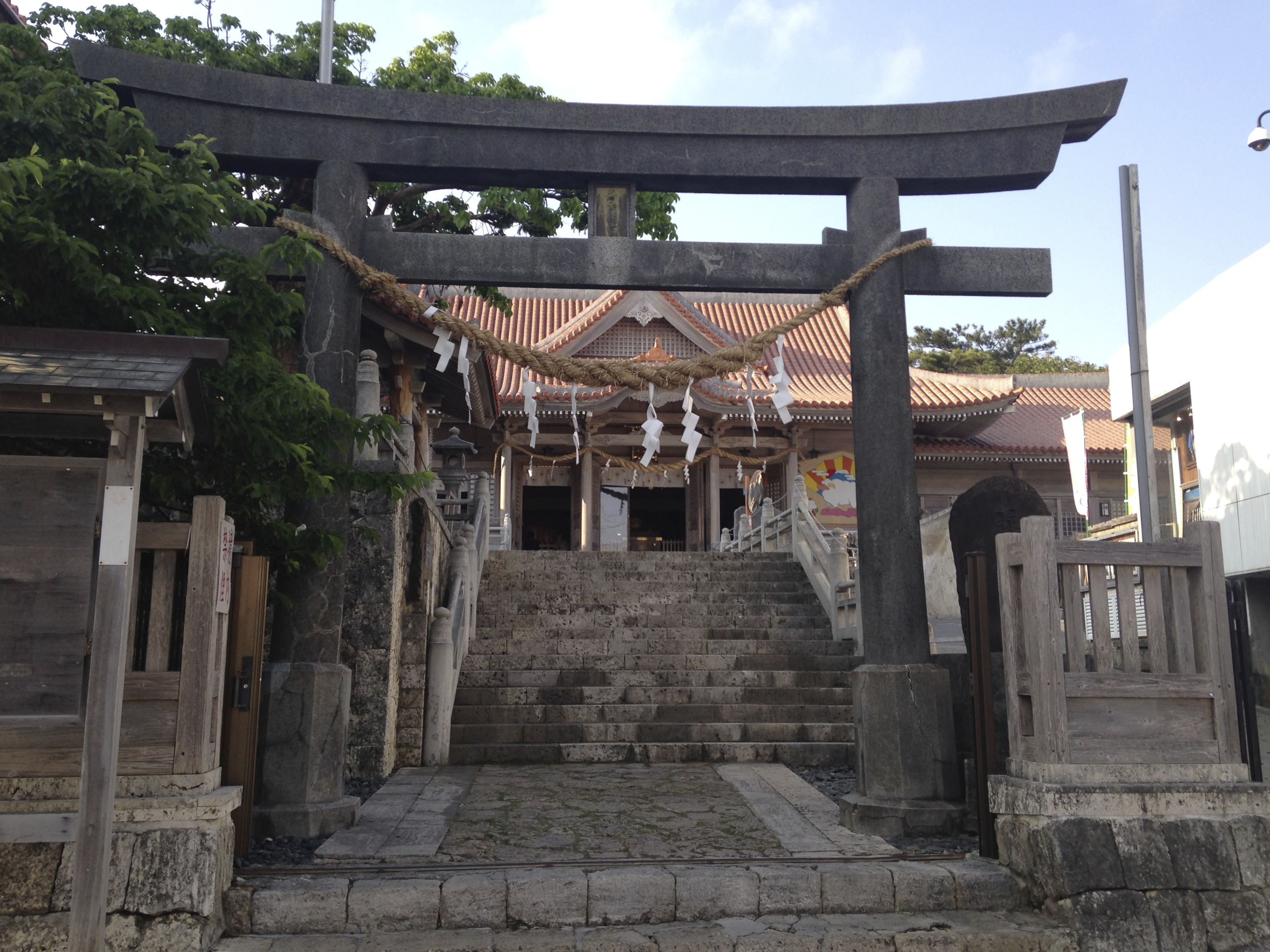
普天満宮

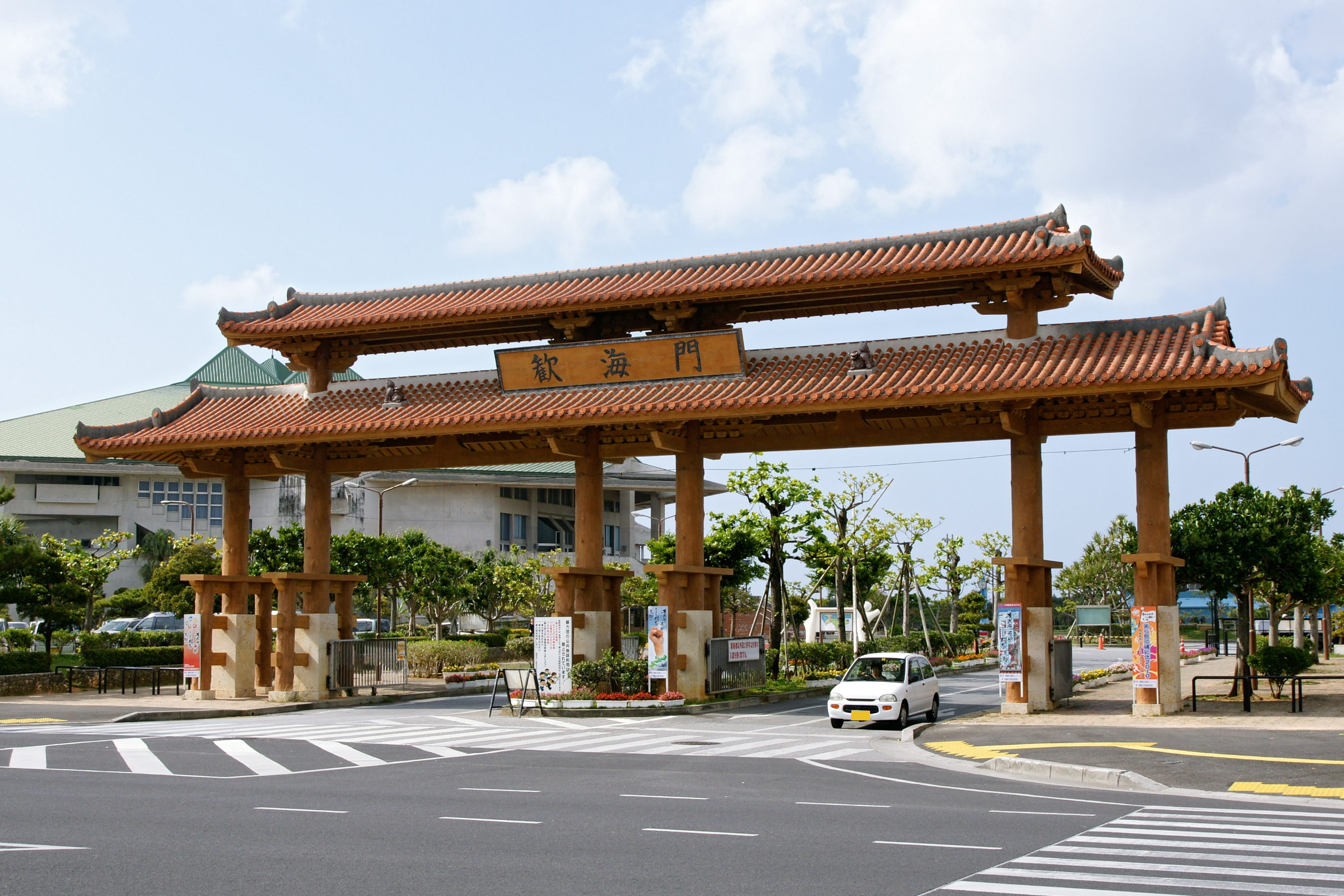
宜野湾海浜公園歓海門

### 名所・旧跡
神社
- 普天満宮 - 琉球八社の一つ。
  - 普天満宮洞穴

寺院
- 神宮寺 - 正式には普天間神宮寺。東寺真言宗。

主な遺跡
- 宇地泊西原丘陵古墳群

主な史跡
- 大山貝塚 - 地元では心霊スポットとして知られる国の史跡。

### 観光スポット
- 嘉数高台公園 - 地球を模した展望台から普天間基地を一望できる。
- 宜野湾中古車街道 - 国道330号沿いに中古車販売店がひしめいている。
- 宜野湾海浜公園
  - トロピカルビーチ - 西海岸地域のコンベンションエリアにあるビーチ。
- 新町 - 真栄原の歓楽街。

ホテル
- ラグナガーデンホテル
- カルチャーリゾート・フェストーネ（旧沖縄ハイツ）
- 沖縄インターコンチネンタルホテル（仮称）
- 沖縄プリンスホテル オーシャンビューぎのわん
- ムーンオーシャン宜野湾 ホテル＆レジデンス

## 文化・名物

### 文化財
（この節の出典：）
- 喜友名泉（国の重要文化財）
- 大山貝塚（国の史跡）
- 小禄墓（県指定有形文化財建造物）
- 小禄墓内石厨子（県指定有形文化財彫刻）
- 森の川（県指定名勝）
- 我如古ヒージャーガー（市指定有形民俗文化財）
- 喜友名の石獅子群（市指定有形民俗文化財）
- 普天間の獅子舞（市指定無形民俗文化財）
- 大謝名の獅子舞（市指定無形民俗文化財）
- 我如古スンサーミー（市指定無形民俗文化財）
- 野嵩石畳道（市指定史跡）
- 野嵩クシヌカー（市指定史跡）
- 伊佐「たけたう原」銘の印部土手（市指定史跡）
- 伊佐浜「新造佐阿天橋碑」（市指定史跡）
- 大山御嶽碑（市指定史跡）
- 西森碑記（市指定史跡）
- 大謝名メーヌカー（市指定有形民俗文化財）
- 大山マヤーガマ洞穴遺跡（市指定史跡）
- 普天満宮洞穴（市指定名勝）
- 大謝名メーヌカー 淡水紅藻（市指定天然記念物）
- ウデナガサワダムシ（市指定天然記念物）
- 愛知・神山ヌールガー（市登録文化財）

### 祭事・催事
毎年、夏にはごろも祭りが開催され、花火大会などが催される。
- はごろも祭り
- 琉球海炎祭
- 察度王歴史絵巻行列
- 飛衣羽衣カチャーシー大会
- 大山・真志喜綱引き

## 宜野湾市の出身者
- 安里猛（政治家。宜野湾市元市長）
- 安次富修（政治家。衆議院議員）
- 安次富盛信（宜野湾市元市長。故人。
- 東由希惠（女優）
- あめくみちこ（女優、本名：佐藤美智子。）
- 伊波洋一（参議院議員、元沖縄県議、元宜野湾市長）
- 運天ジョン・クレイトン（プロ野球選手）
- 大屋あゆみ（お笑いタレント）
- 金城宰之左（元野球選手）
- 佐喜眞興英（法律家・民俗学者）
- 察度王（14世紀の琉球国王）
- 崎濱綾子（気象予報士）
- 島袋寛子（SPEEDのメンバーの歌手・タレント）
- 島袋美由利（声優）
- 島袋洋奨（元プロ野球選手、興南高校で甲子園春夏連覇投手）
- ジョニー宜野湾（ローカル歌手）
- 砂川信哉（タレント)
- 千田愛紗（アジアのミュージシャン）
- 多和田上人（お笑いタレント・吉本新喜劇座員）
- 仲里繁（プロボクサー）
- 仲里周磨（プロボクサー）
- 仲村宗悟（声優）
- 野澤大志ブランドン（プロサッカー選手）
- 又吉イエス（国政選挙への複数回立候補者）
- 南沙織（元歌手、出生地は嘉手納町）[17]
- 宮城大弥（プロ野球選手、オリックス・バファローズ所属）
- 宮城弥生（タレント）
- 麗美（歌手、作詞・作曲家）
- 座安琴希（プロバレーボール選手）
- 三日月マンハッタン（お笑いコンビ）
- 元山仁士郎（市民活動家）
- ryuchell（読者モデル・タレント）
- 米須太一（元声優・俳優）